# ترموپرومتری و کریوپرومتری
ترموپرومتری و کریوپرومتری (انگلیسی: Thermoporometry and cryoporometry)
ترموپورومتری و کرایوپورومتری روش‌هایی برای اندازه‌گیری تخلخل و توزیع اندازه منافذ هستند. ناحیه کوچکی از جامد در دمای پایین‌تری نسبت به جامد کلی ذوب می‌شود، همان‌طور که در معادله گیبز-تامسون ارائه شده است؛ بنابراین، اگر مایعی در یک ماده متخلخل فرو برده شود و سپس منجمد شود، دمای ذوب اطلاعاتی را در مورد توزیع اندازه منافذ ارائه می‌دهد. تشخیص ذوب را می‌توان با سنجش جریان‌های گرمای گذرا در طول انتقال فاز با استفاده از کالریمتری اسکن تفاضلی - ترموپرومتری DSC , اندازه‌گیری مقدار مایع متحرک با استفاده از رزونانس مغناطیسی هسته ای - کریوپرومتری NMR (NMRC) یا اندازه‌گیری دامنه پراکندگی نوترون از فازهای کریستالی یا مایع جذب شده انجام داد - انجماد NDC (NDC).
برای انجام اندازه‌گیری ترموپرومتری/کریوپرومتری، مایعی در نمونه متخلخل فرو می‌شود، نمونه خنک می‌شود تا تمام مایع منجمد شود و سپس گرم می‌شود تا تمام مایع دوباره ذوب شود. اندازه‌گیری‌ها از تغییرات فاز یا مقدار مایعی که کریستالی/مایع است (بسته به تکنیک اندازه‌گیری مورد استفاده) انجام می‌شود.
این تکنیک‌ها از اثر گیبس-تامسون استفاده می‌کنند: کریستال‌های کوچک مایع در منافذ در دمای پایین‌تری نسبت به مایع کلی ذوب می‌شوند: فرورفتگی نقطه ذوب با اندازه منافذ نسبت عکس دارد. این تکنیک ارتباط نزدیکی با استفاده از جذب گاز برای اندازه‌گیری اندازه منافذ دارد، اما از معادله گیبز-تامسون به جای معادله کلوین استفاده می‌کنند. هر دو حالت‌های خاصی از معادلات گیبس هستند (جوشیا ویلارد گیبز): معادله کلوین حالت دمای ثابت است و معادله گیبز-تامسون حالت فشار ثابت است.

## انواع تکنیک

### ترموپرومتری DSC
این تکنیک از کالریمتری اسکن تفاضلی (DSC) برای تشخیص تغییرات فاز استفاده می‌کند. تشخیص سیگنال به جریان‌های حرارتی موقتی گرمای نهان همجوشی در تغییرات فاز متکی است و به همین سبب اندازه‌گیری را نمی‌توان خودسرانه به آرامی انجام داد که محدودیت در دقت اندازه منافذ را ایجاد می‌کند. همچنین در اندازه‌گیری حجم منافذ مشکلاتی وجود دارد.

### رزونانس مغناطیسی هسته ای کریپتومتری
NMRC یک تکنیک جدید (در سال ۱۹۹۳) برای اندازه‌گیری تخلخل کل و توزیع اندازه منافذ است. از اثر گیبس-تامسون استفاده می‌کند: کریستال‌های کوچک مایع داخل منافذ در دمای پایین‌تری نسبت به مایع کلی ذوب می‌شوند: فرورفتگی نقطه ذوب با اندازه منافذ نسبت عکس دارد. این تکنیک ارتباط نزدیکی با استفاده از جذب گاز برای اندازه‌گیری اندازه منافذ دارد، اما از معادله گیبز-تامسون به جای معادله کلوین استفاده می‌کند. هر دو حالت‌های خاصی از معادلات گیبس هستند (جوشیا ویلارد گیبز): معادله کلوین حالت دمای ثابت است و معادله گیبز-تامسون حالت فشار ثابت است.
رزونانس مغناطیسی هسته ای (NMR) ممکن است به عنوان یک روش مناسب برای اندازه‌گیری مقدار مایع ذوب شده، به عنوان تابعی از دما، استفاده شود و از این واقعیت استفاده می‌شود که {\displaystyle T_{2}} زمان استراحت در یک ماده منجمد معمولاً بسیار کوتاهتر از زمان استراحت در یک مایع متحرک است. برای انجام اندازه‌گیری معمول است که فقط دامنه یک اکو NMR را با تأخیر چند میلی ثانیه اندازه‌گیری کنند تا اطمینان حاصل شود که تمام سیگنال‌های جامد تحلیل رفته است. این تکنیک در دانشگاه کنت در بریتانیا توسط پروفسور جان اچ استرنج توسعه داده شد.
NMRC بر اساس دو معادله است، معادله گیبس-تامسون، که فرورفتگی نقطه ذوب را نسبت به اندازه حفره ترسیم می‌کند، و معادله Strange-Rahman-Smith که دامنه سیگنال ذوب شده را در یک دمای خاص نسبت به حجم منافذ ترسیم می‌کند.
برای انجام اندازه‌گیری برودت‌سنجی NMR، مایعی در نمونه متخلخل فرومی‌رود، نمونه خنک می‌شود تا تمام مایع منجمد شود و سپس به آرامی گرم می‌شود، در حالی که مقدار مایعی که مایع است اندازه‌گیری می‌شود.
بنابراین انجماد NMRC شبیه به گرماپورومتری DSC است، اما وضوح بالاتری دارد، زیرا تشخیص سیگنال به جریان گرمای گذرا متکی نیست و اندازه‌گیری می‌تواند به دلخواه به آرامی انجام شود. کالیبراسیون حجم کل تخلخل و اندازه منافذ می‌تواند خوب باشد، فقط شامل نسبت دامنه سیگنال NMR در یک قطر حفره خاص به دامنه زمانی که تمام مایع (با جرم شناخته شده) ذوب می‌شود. NMRC برای اندازه‌گیری قطر منافذ در محدوده ۱ نانومتر تا حدود ۲ میکرومتر مناسب است. ابزار اندازه‌گیری برودت سنجی NMR به صورت تجاری در دسترس است.
نکته: معادله گیبز-تامسون شامل یک اصطلاح هندسی مربوط به انحنای رابط یخ-مایع است. این انحنا ممکن است در هندسه‌های منافذ مختلف متفاوت باشد؛ بنابراین استفاده از کالیبراسیون سل-ژل (~ کره‌ها) در هنگام استفاده با SBA-15 (منافذ استوانه ای) حدود ضریب دو، خطا می‌دهد. به‌طور مشابه، انحناهای انجماد و ذوب (معمولاً کروی در هنگام نفوذ یخ، و استوانه ای در هنگام ذوب یخ)، منجر به تفاوت در دمای انجماد و ذوب حتی در منافذ استوانه ای می‌شود که در آن اثر «بطری جوهر» وجود ندارد.
همچنین می‌توان آزمایش پایه NMRC را برای ارائه وضوح ساختاری در توزیع‌های اندازه حفره‌های وابسته به فضایی، با ترکیب NMRC با پروتکل‌هایتصویربرداری تشدید مغناطیسی استاندارد، یا ارائه اطلاعات رفتاری در مورد مایع محدود، تطبیق داد.

نمودارهای آزمایش

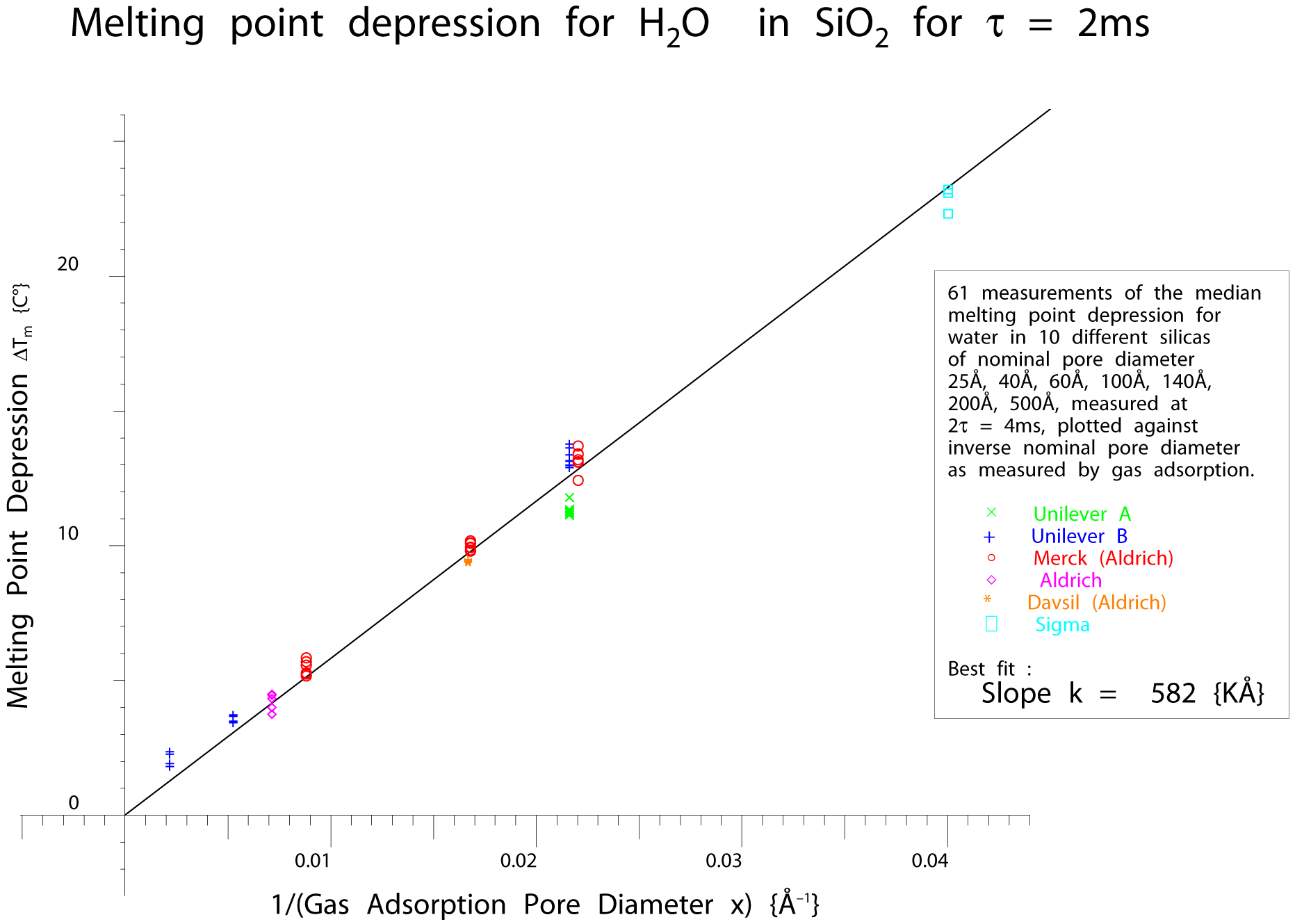
فرورفتگی نقطه ذوب گیبس-تامسون برای ۱۰ سیلیکا سلژل با اندازه منافذ مختلف که در برابر قطر جذب گاز اندازه‌گیری شده است.
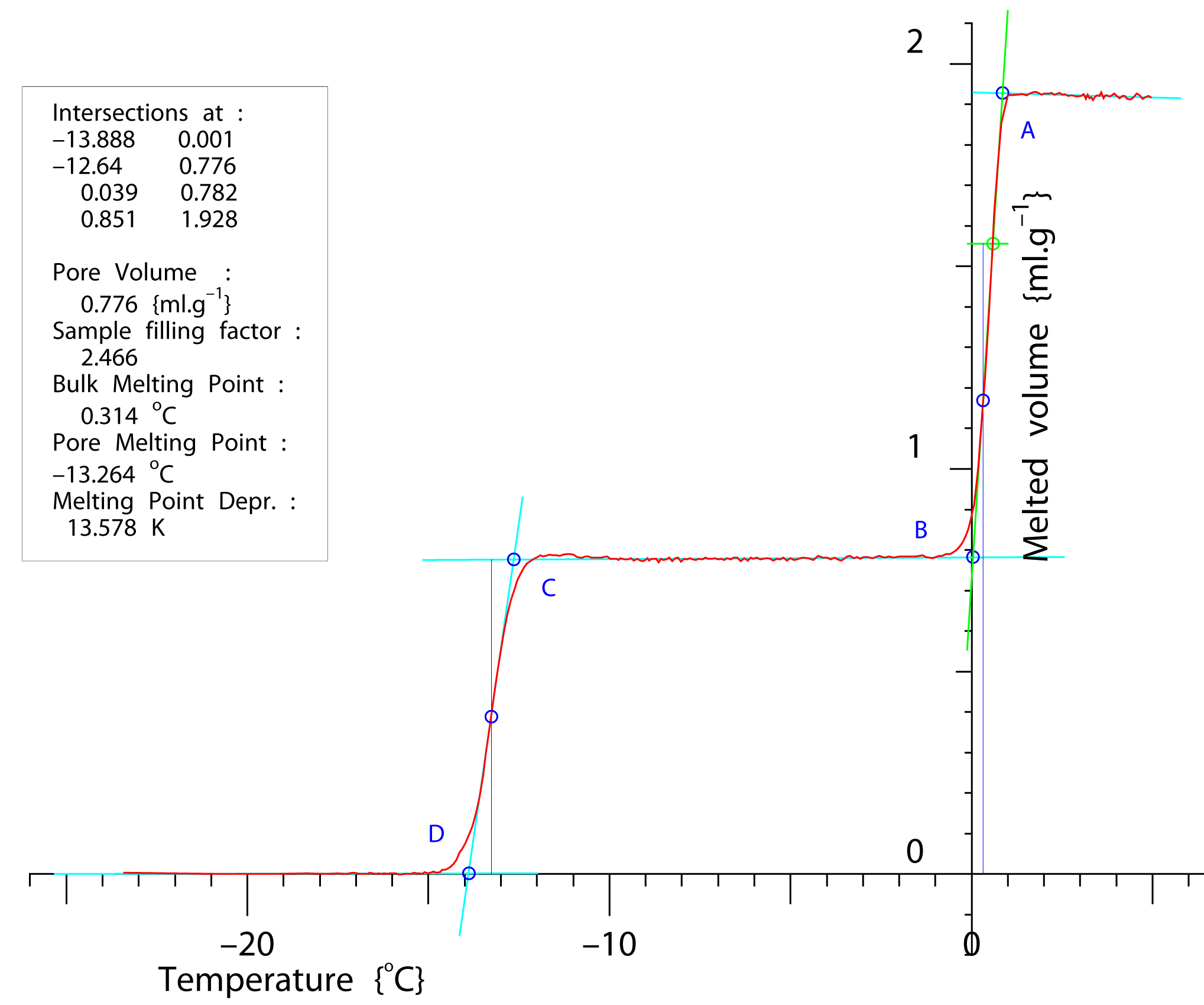
منحنی ذوبCryoporometric NMR برای سیلیس متخلخل SBA-15. این ذوب بسیار شدید را در نقطه ذوب تحت فشار گیبس تامسون در حدود ۱۳ درجه سانتیگراد نشان می‌دهد که به دلیل اندازه‌گیری یکنواخت منافذ استوانه ای است.
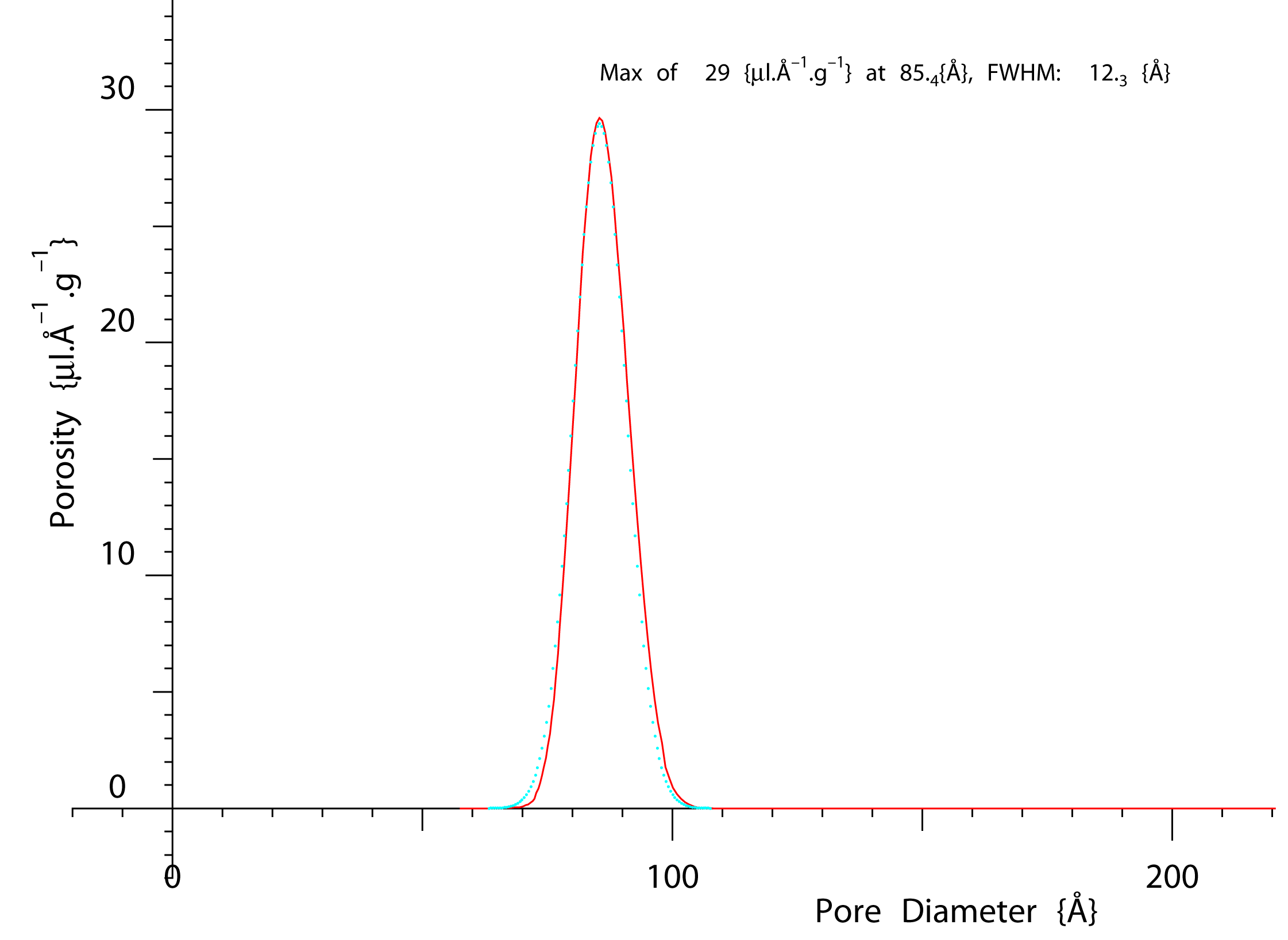
توزیع اندازه منافذ برودتی NMR برای قالب SBA-15. سیلیس، با استفاده از کالیبراسیون گیبس-تامسون از سیلیکاهای سل-ژل.
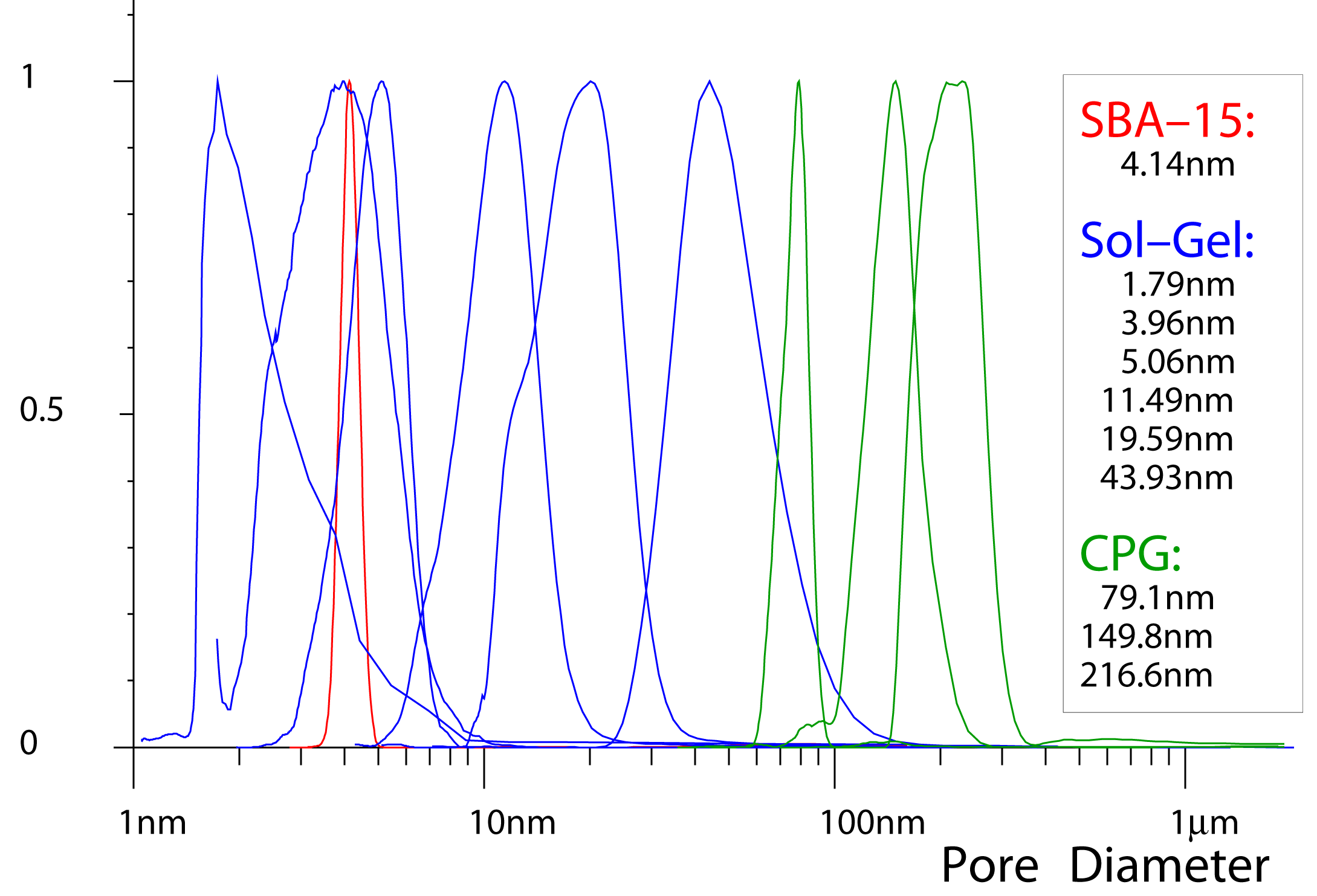
توزیع اندازه منافذ سیلیس تک وجهی نرمال شده، اندازه‌گیری شده توسطCryoporometry NMR.
یک نقشه رنگی منجمد رزونانس مغناطیسی هسته ای دوبعدی از اندازه منافذ در ۴ لوله. یک پروتکل استاندارد تصویربرداری NMR به یک پروتکل استاندارد انجماد NMR اضافه می‌شود تا اندازه متوسط حفره‌های متوسط در ابعاد ماکرو را به‌عنوان یک نقشه رنگی دوبعدی نشان دهد.
توزیع اندازه منافذ (PSD) برای سنگ‌های شیل، کربناته و ماسه‌سنگ که توسطNMRCryoporometric (NMRC) اندازه‌گیری می‌شود، هر نمونه را دو بار اندازه‌گیری می‌کنند تا  مقدار قابلیت اطمینان مشخص شود. شیل و کربنات با استفاده از آب به عنوان مایع کاوشگر و ماسه سنگ با استفاده از سیکلوهگزان اندازه‌گیری شده‌اند.

### انکسار نوترون کرایوپورومتری
انکسارسنج‌های نوترونی مدرن این قابلیت را دارند که طیف پراکندگی کاملی را در چند دقیقه اندازه‌گیری کنند، هنگامی که دما بالا می‌رود، امکان انجام آزمایش‌های کرایوپورومتری را فراهم می‌کند.
کرایوپورومتری ND دارای وجهی متمایز منحصر به فردی است که می‌تواند به عنوان تابعی از دما، مقدار فازهای کریستالی مختلف (مانند یخ شش ضلعی و یخ مکعبی) و همچنین فاز مایع را نظارت کند و بنابراین می‌تواند اطلاعات ساختار فاز منفذی را به عنوان تابعی از دما ارائه کند.

## اندازه‌گیری اندازه منافذ با استفاده از فرآیندهای ذوب و انجماد
اثر گیبس-تامسون باعث کاهش نقطه ذوب و انجماد و همچنین افزایش نقطه جوش می‌شود. با این حال، خنک‌سازی ساده یک نمونه تماماً مایع، معمولاً منجر به حالت فوق‌سرد شدن غیرتعادلی و در نهایت به انجماد غیرتعادلی نهایی می‌شود - برای اندازه‌گیری فرایند انجماد تعادلی، ابتدا باید به اندازه کافی خنک شود تا یک نمونه منجمد حاصل گردد. با مایع اضافی خارج از منافذ، سپس نمونه را گرم می‌کنند تا مایع موجود در همه منافذ ذوب شود، اما عمده ماده هنوز یخ زده است. سپس با سرد شدن مجدد، فرایند انجماد تعادلی را می‌توان اندازه‌گیری کرد، در حالی که یخ خارجی بعداً به داخل منافذ رشد می‌کند. این در واقع یک اندازه‌گیری «نفوذ یخ» است (تخلخل سنجی نفوذ جیوه)، و به این ترتیب ممکن است اطلاعاتی در مورد ویژگی‌های منافذ گلویی ارائه دهد. پیش از این انتظار می‌رفت که فرایند ذوب اطلاعات دقیق تری در مورد بدنه منافذ ارائه دهد. با این حال، یک مکانیزم ذوب جدید پیشنهاد شده است که به این معنی است که فرایند ذوب اطلاعات دقیقی در مورد بدنه منافذ ارائه نمی‌دهد. مکانیزم ذوب، ذوب پیشرفته نامیده می‌شود که در قسمت زیر توضیح داده شده است.

### مکانیزم ذوب پیشرفته[۱۲]

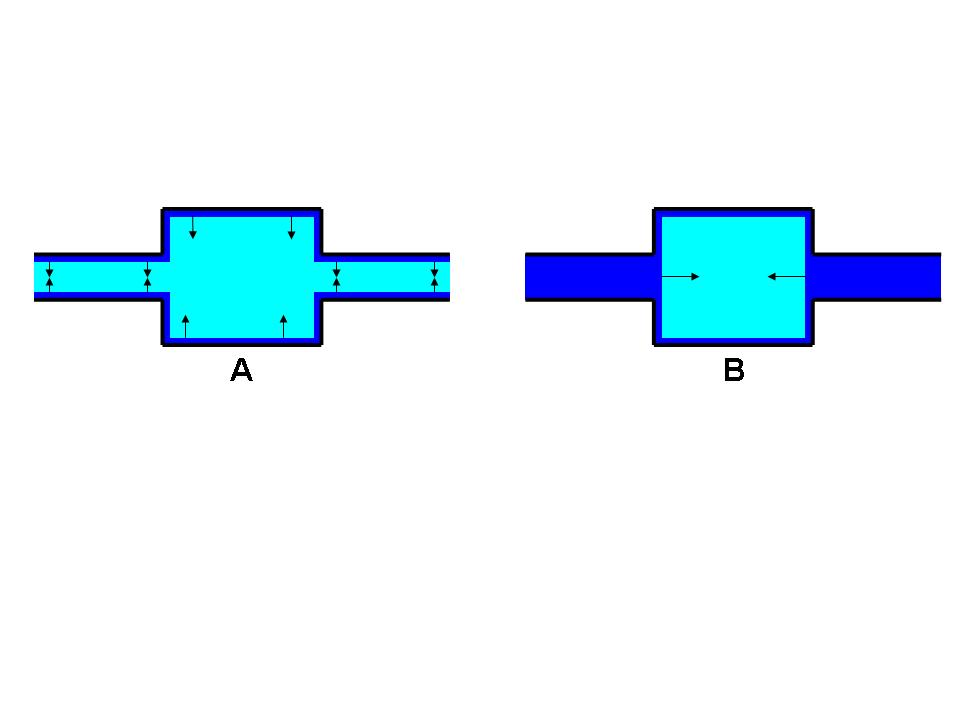
شکل ۱: مکانیزم‌های ذوب کرایوپورومتری برای منافذی از نوع بطری جوهر که در آن مواد جذب شده سطح مواد متخلخل را خیس می‌کنند. آبی روشن فاز منجمد و آبی تیره فاز مذاب را نشان می‌دهد. موقعیت A نشان دهنده ذوب شدن از طریق منیسک‌های آستینی شکل برای گردنه ها و بدنه است. موقعیت B گردنه‌ها را در فاز مذاب و منیسک‌های نیمکره ای در حال پیشروی نشان می‌دهد که بدنه منفذ بزرگ را ذوب می‌کنند. این مکانیزم ذوب پیشرفته است

فرایند ذوب برای فاز منجمد از فاز مذاب موجود آغاز می‌شود، مانند لایه مایع مانندی که در دیواره منافذ حفظ شده است. در شکل ۱ برای مدل منافذ بطری جوهر (موقعیت A) نشان داده شده است. پیکان‌ها نشان می‌دهند که چگونه لایه مایع مانند فرایند ذوب را آغاز می‌کند و این مکانیزم ذوب از طریق منیسک‌های آستین شکل رخ می‌دهد. برای چنین مکانیزم ذوبی، ابتدا گردنه‌های کوچک‌تر ذوب می‌شوند و با افزایش دما، منافذ بزرگ ذوب می‌شوند؛ بنابراین، رویداد ذوب توصیف دقیقی از گردنه و بدنه می‌دهد.
با این حال، در منافذ استوانه‌ای، ذوب در دمای پایین‌تری از طریق منیسک نیم‌کره‌ای (بین فاز جامد و مذاب)، نسبت به منیسک آستین‌شکل اتفاق می‌افتد. بررسی منحنی‌ها و حلقه‌ها برای نشان دادن منحنی‌های ذوب کرایوپورومتری مستعد تأثیرات مشترک منافذ و منافذ هستند استفاده شده‌اند و این با موقعیت B در شکل ۱ نشان داده شده است. برای منافذ بطری جوهر، ذوب شدن در گردنه‌های بیرونی از آستین استوانه ای نازک مایع مانند مایع به‌طور دائم منجمد نشده که در دیواره منافذ وجود دارد آغاز می‌شود. هنگامی که گردنه‌ها از طریق مکانیزم منیسک آستین استوانه ای مذاب شدند، یک منیسک نیمکره ای در هر دو انتهای بدنه منافذ بزرگتر تشکیل می‌شود. سپس منیسک‌های نیمکره ای می‌توانند فرایند ذوب را در منافذ بزرگ آغاز کنند. علاوه بر این، اگر شعاع منافذ بزرگ‌تر از اندازه بحرانی ذوب از طریق منیسک نیم‌کره‌ای در دمای فعلی کوچک‌تر باشد، منافذ بزرگ‌تر در همان دمای منافذ کوچک‌تر ذوب می‌شود؛ بنابراین، فرایند ذوب اطلاعات دقیقی در مورد بدنه منافذ نمی‌دهد. اگر مکانیزم ذوب نادرستی در هنگام استخراج PSD (توزیع اندازه منافذ) صورت گیرد، حداقل یک خطای ۱۰۰٪ در PSD وجود خواهد داشت. علاوه بر این، نشان داده شده است که اثرات ذوب پیشرفته می‌تواند منجر به یک انحراف چشمگیر به سمت منافذ کوچکتر در PSD برای سیلیکاهای سل-ژل مزوپور شود که از منحنی‌های ذوب کرایوپورومتری تعیین می‌شود.

## کاربردها
انجماد NMR (وب‌سایت کرایوپورومتری خارجی) یک تکنیک بسیار مفید نانویی از طریق مزو تا میکرو مترولوژی (nanometrology, nano-science.co.uk/nano-metrology) است که برای مطالعه بسیاری از مواد استفاده شده است، و به‌طور خاص مورد استفاده قرار گرفته است. مطالعه سنگ‌های متخلخل (مانند ماسه سنگ، شیل و سنگ‌های گچ / کربناته)، با هدف بهبود استخراج نفت، استخراج گاز شیل و برداشت آب صورت گرفته است. همچنین برای مطالعه مصالح ساختمانی متخلخل مانند چوب، سیمان و بتن بسیار مفید است. یک کاربرد جالب در حال حاضر برای Cryoporometry NMR، اندازه‌گیری تخلخل و توزیع اندازه منافذ، در مطالعه کربن، زغال چوب و بیوچار است. Biochar به عنوان یک تقویت کننده مهم خاک در نظر گرفته می‌شود (از قبل از تاریخ استفاده می‌شده است) و امکانات زیادی برای حذف دی‌اکسید کربن از بیوسفر ارائه می‌دهد.
مواد مورد مطالعه توسط انجماد NMR عبارتند از:
- MCM templated silicas,
- SBA templated silicas,
- Activated carbons,
- Zeolites,
- Cement and concrete,
- Fired & unfired clays,
- Marine Sediments,
- Chalks, Shales,
- Sandstones,
- Oil-bearing rocks,
- Meteorites,
- Wood,
- Paper,
- Rubbers,
- Emulsions and paint,
- Artificial skin,
- Bone,
- Melanised fungal cells.

کاربردهای احتمالی آینده شامل اندازه‌گیری تخلخل و توزیع اندازه منافذ در ایمپلنت‌های پزشکی متخلخل است.</link>